# Poliaenus negundo
Poliaenus negundo är en skalbaggsart som först beskrevs av Schaeffer 1905.  Poliaenus negundo ingår i släktet Poliaenus och familjen långhorningar. Inga underarter finns listade i Catalogue of Life.